# Valentina Patruno
Valentina Patruno Macero, cô sinh ra ở Caracas, Venezuela vào ngày 6 tháng 9 năm 1982. Cô là đại diện chính thức của Venezuela tham dự cuộc thi Hoa hậu Thế giới 2003 được tổ chức tại Tam Á, Trung Quốc vào ngày 6 tháng 12 năm 2003, nơi cô được xếp vào top 20.